# 孫弘
孫 弘（そん こう、? - 252年）は、中国三国時代の呉に仕えた人物。揚州会稽郡の出身。

## 経歴
『三国志』「張休伝」によると、陰険で腹黒かった。本性を隠して目上の者にへつらい、中書令となった。二宮事件では孫覇派にとり入った。
張休は以前から孫弘に憤りを感じていたという。ある時、張休は孫覇派の人達に讒言され、交州に左遷されることとなった。孫弘がこの機会を逃すまいと、さらなる讒言をしたため、張休は孫権から自殺を命じられた。
孫権が重体に陥り、孫弘はその機会を利用し、詔書を捏造して追手を派遣し、二宮事件で失脚した孫和派の朱拠を誅殺させた。孫権が孫和の無実を悟り召還しようとし、全公主や孫峻とともに反対し、結局取りやめた。一方、孫権の皇后潘淑は称制のことを質問した際に、相談役を務めた。また孫亮が幼いことから諸葛恪に太子太傅を孫弘に少傅を兼任させ、孫峻・滕胤・呂拠らと共に後事を託された。孫権が崩御し孫亮が即位したが、孫弘は諸葛恪と仲が悪かったことから、孫権の死を隠して諸葛恪を排除しようと謀った。しかし、孫峻がこの事を諸葛恪に告げたため露見し、諸葛恪に誅殺されてしまった。
後年、諸葛恪暗殺未遂の件は陸凱が孫晧を諫めるために上疏した文中に「孫弘が義兵を挙げようとして（失敗して）以来、農耕に力がそそがれることなく～」と言及された。